# Jean-Antoine David
Pour les articles homonymes, voir David.
Jean-Antoine David, né le 9 novembre 1767 à Arbois (Jura), mort le 14 septembre 1799 à la bataille d'Alkmaar (Hollande), est un général de brigade de la Révolution française.

## États de service
Fils de Claude-François David et Jeanne Agnès Saillard, il s'engage le 22 novembre 1781, dans le régiment de Forez-infanterie, et il fait la campagne de 1782 sur mer à bord de « l’Argonaute ». Ses parents achètent son congé le 26 avril 1783.
Il reprend du service le 7 octobre 1784, au régiment de dragons du Languedoc, qui deviendra le 1er janvier 1791, le 6e régiment de chasseurs à cheval. Il est nommé brigadier le 6 mai 1787, fourrier le 18 mai 1791, maréchal des logis le 12 février 1792, et maréchal des logis-chef le 22 mai suivant. Affecté à l’armée du Nord, il assiste le 6 novembre 1792, à la bataille de Jemmapes, où sa conduite le fait élever le 14 décembre suivant, au grade de sous-lieutenant de cavalerie dans la Légion du Nord.
Parvenu au grade de lieutenant en mai 1793, il passe le 1er juin 1793, adjoint aux adjudants-généraux de l'Armée des Pyrénées Orientales, occupée à repousser les Espagnols qui avaient envahi une partie de nos départements du midi. Il est chargé de défendre Mont-Louis, que les Espagnols, très supérieurs en forces, menacent d'assiéger. Sous les ordres du général Dagobert de Fontenille commandant en chef de l'armée des Pyrénées le 28 août 1793, il participe activement à l'attaque du Col de la Perche, se rend maître de leur camp, de leurs vivres et de 8 pièces de canon. Le 17 septembre 1793 à Mosset, à la tête d'un détachement de troupes de réquisition armées de piques venu de Sournia, il déloge les Espagnols qui s'y sont installés un mois plus tôt. Il est promu pour ce beau fait d'armes, au grade d'adjudant-général provisoire le 21 septembre 1793.
Il est nommé général de brigade provisoire, le 21 mars 1794, et il prend alors le commandement de la 145e demi-brigade issue du 3e bataillon de volontaires de la Haute-Vienne puis de la 22e demi-brigade légère issue du 5e bataillon de volontaires des Hautes-Pyrénées (Argelès). Il est important d'assurer les communications entre Mont-Louis et Perpignan, et à la tête de 3 000 hommes, il aborde l'ennemi près de Prades, 2 pièces de canon et de nombreux prisonniers restent en son pouvoir. Le lendemain, la ville elle-même est emportée de vive force, et l'ennemi poursuivi jusqu'à Corbère. Il s'élance à la suite des fuyards, et se rend maitre de Collioure et de La Jonquera. Le sol français est délivré et bientôt ses bataillons, formant l'avant-garde, paraissent sous les murs de Roses et de Figueras. Il est confirmé dans son grade de général le 13 juin 1795.
Le 18 août 1796, il passe à l’armée d’Italie, sous les ordres du vainqueur d'Arcole, sa cavalerie doit couvrir les opérations du siège de Mantoue. Attaché l'année suivante au corps du général Joubert, il exécute à la tête de la cavalerie les expéditions les plus périlleuses. Tant de travaux avaient gravement altéré sa santé, il vient la rétablir dans ses foyers. Il est réformé à la fin de l'année 1797.
Mais son repos n’est pas de longue durée. Le 25 août 1799, dans la Hollande que menace une attaque des Anglo-Russes, il y arrive sans argent, sans équipages, n'ayant de vêtements que ceux dont il est couvert. Huit jours après à la bataille d'Alkmaar, il marche à la tête de sa brigade contre une nombreuse artillerie qui la décime, et le 10 septembre, il est blessé d'un coup de feu au crâne et a ensuite le bras droit fracassé par un boulet de canon. Il meurt de ses blessures le 14 du même mois.
Le 5 octobre 1799, une lettre de l'adjudant-général Dardenne, annonce la mort de ce brave, dont l'éloge fut prononcé le 19 du même mois à Arbois par M. Petitjean.

## Distinctions
- Il fait partie des 660 personnalités à avoir son nom gravé sous l'arc de triomphe de l'Étoile.
- Son nom est gravé sur les tables de bronze de la galerie des batailles du Palais de Versailles[4].

## Sources
- Emmanuel Bousson De Mairet, Annales historiques et chronologiques de la ville d'Arbois, 1856, p. 89 et 90
- Jacques Charavay, Les généraux morts pour la patrie, 1792-1871 : notice biographiques, tome1, Au siège de la société, 1893, 160 p. (lire en ligne), p. 75.
- (en) « Generals Who Served in the French Army during the Period 1789 - 1814: Eberle to Exelmans »